# Centro SCOP
El Centro SCOP fue un complejo arquitectónico que albergaba a la extinta Secretaría de Comunicaciones y Obras Públicas (SCOP) del gobierno federal de los Estados Unidos Mexicanos, hoy Secretaría de Infraestructura, Comunicaciones y Transportes (SICT), así como un conjunto de edificios habitacionales, inmuebles de uso comercial y áreas deportivas y de esparcimiento para sus habitantes y el público, ubicado en la colonia Narvarte de la Ciudad de México.

## Historia
La construcción del Centro SCOP inició en 1953 y fue inaugurado en 1954 gracias a las gestiones del arquitecto Carlos Lazo, quien era secretario de Comunicaciones y Obras Públicas durante el sexenio del presidente Adolfo Ruiz Cortines. Previamente había trabajado en el proyecto de Ciudad Universitaria con los arquitectos Pérez Palacios y Raúl Cacho, con quienes colaboró nuevamente para el diseño y adaptación del complejo, buscando integrar la arquitectura, el muralismo y la escultura en un proyecto arquitectónico único.
Inicialmente, el complejo estaba destinado a ser un hospital del IMSS, pero debido a la falta de recursos, el edificio quedó abandonado por un tiempo. La Secretaría de Comunicaciones y Transportes decidió entonces tomar el proyecto para construir sus oficinas centrales en el sitio y darle un nuevo uso al inmueble.

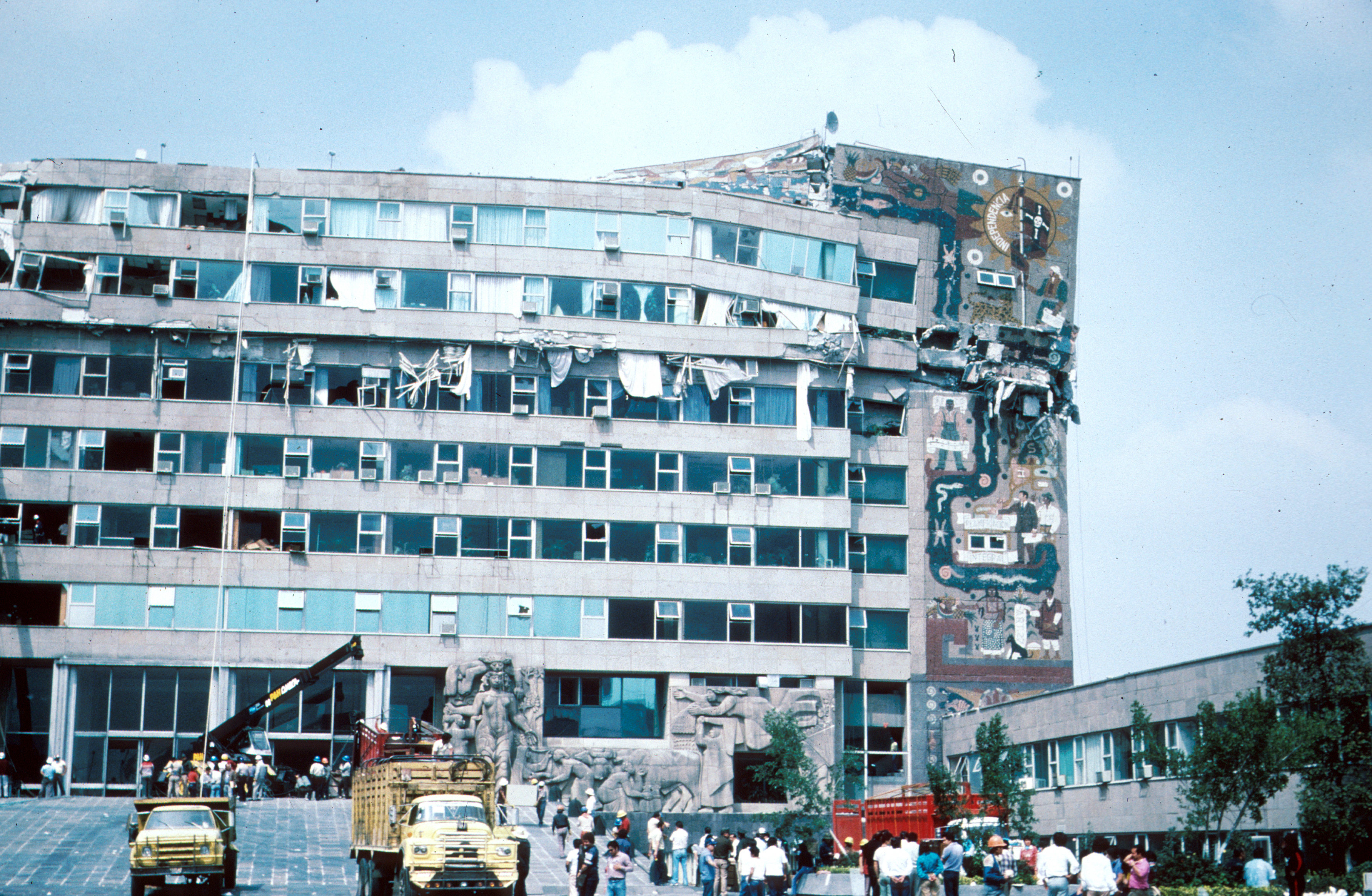
Centro SCOP después del sismo de 1985

Durante el sismo de 1985, el complejo sufrió graves daños en su estructura, con tres de los diez pisos colapsados y la muerte de más de 10 personas. A pesar de los intentos de restauración, ningún proyecto se concretó. En 2017, otro sismo ocasionó nuevas afectaciones en los edificios del conjunto administrativo original, lo que llevó al desalojo del edificio para garantizar la seguridad de los empleados. Se comenzó a hablar de su demolición y la recuperación de los murales y esculturas.

## Arquitectura
El complejo arquitectónico estaba originalmente compuesto por cinco edificios de oficinas de estilo arquitectónico funcionalista, construido principalmente con acero, concreto y vidrio, así como tres conjuntos de edificios habitacionales, un par de inmuebles de uso comercial y áreas deportivas y de esparcimiento para sus habitantes y el público. Su diseño reflejaba una visión moderna y pragmática, característica de la época en que fue construido. Los arquitectos Augusto Pérez Palacios y Raúl Cacho llevaron a cabo el diseño y la adaptación de los edificios.

## Arte y patrimonio
El Centro SCOP tuvo un papel importante en la vida social y cultural de la Ciudad de México. Representaba un período de exploración en el arte mexicano donde se buscaron nuevas formas de expresión con el objetivo de alcanzar un mayor impacto en la sociedad. En las fachadas de este complejo se plasmaron 14 murales creados por artistas como Juan O’Gorman, José Chávez Morado y Francisco Zúñiga, que forman parte de la corriente de la integración plástica.
En los diversos murales se utilizó la técnica de mosaico, es decir que se hicieron mosaicos integrados por piedras naturales de colores; se diseñaron plantillas con los dibujos en escala real, en las que se marcaron los colores de las piedras que debían irse colocando de acuerdo con el dibujo inscrito. El trabajo llevó 18 meses. Además, el conjunto escultórico del Monumento a Cuauhtémoc de Rodrigo Arenas Betancourt, adornaba el complejo.
Estas obras de arte contribuían significativamente al patrimonio cultural mexicano y dieron al Centro SCOP una identidad visual única. En 2023, el Gobierno de México declaró al Centro SCOP como Monumento Artístico, en reconocimiento a su importancia histórica y arquitectónica.

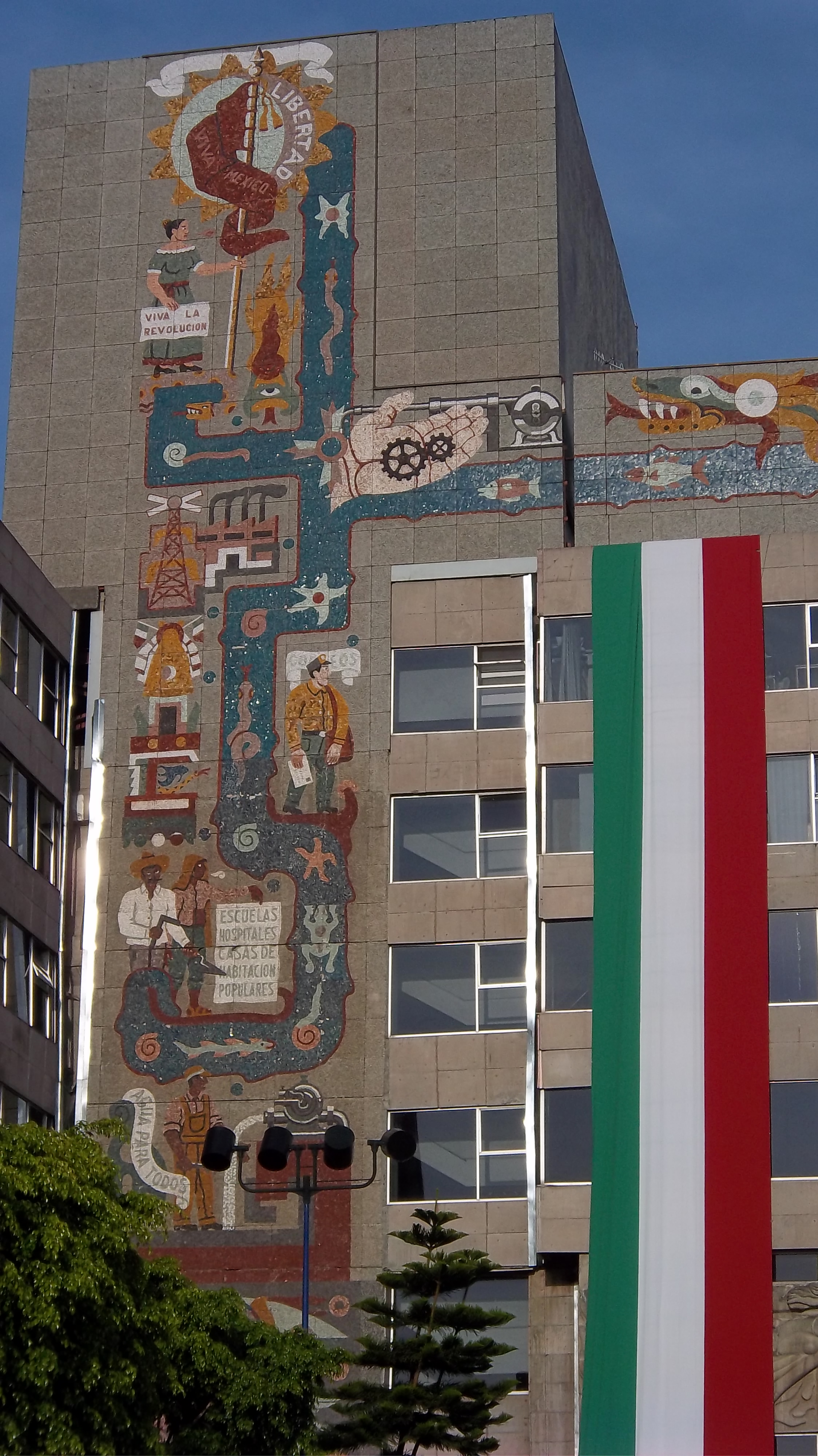
Los murales del Centro SCOP junto a la bandera mexicana, antes del terremoto.

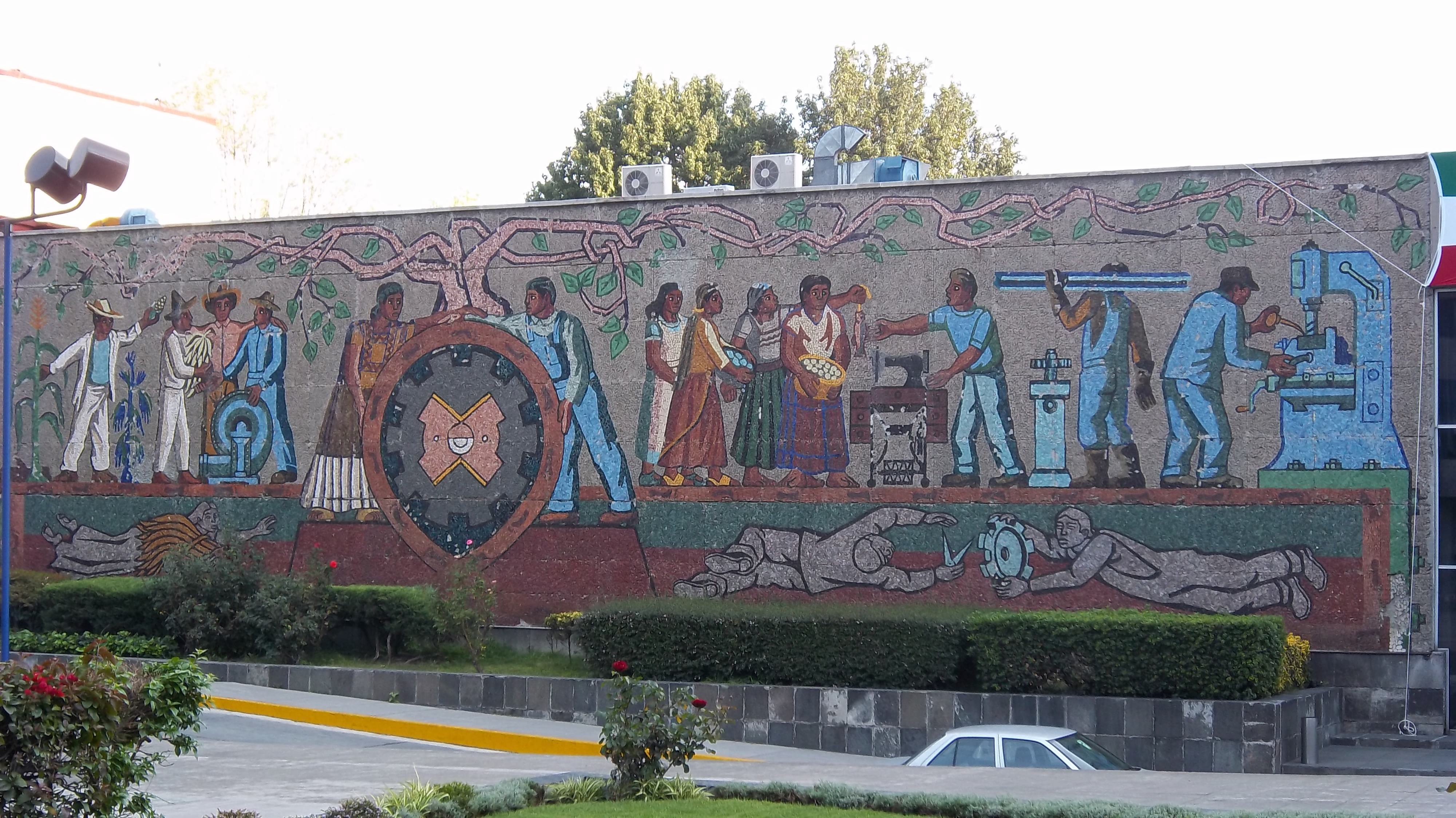
Murales del Centro SCOP en 2011

### Murales
La temática de estos murales se centra en los medios de transporte desde la época prehispánica hasta el siglo XX.
José Chávez Morado
- Los Aztecas
- La Conquista de la Libertad
- Cuatro Siglos de Comunicaciones
- Los Mayas

Juan O’Gorman
- Los Libertadores
- Canto a la Patria
- Independencia y Progreso
- Cosmogonías

Guillermo Monroy
- Sol de Tierra y Jaguar

José Gordillo
- Sol de Agua

Jorge Best Berganzo
- Sol de Lluvia y Fuego

Arturo Estrada Hernández
- Sol de Aire

Luis García Robledo
- Al héroe del trabajo

Rosendo Soto
- El trabajo obrero y campesino e intercambio de productos

## Demolición
Con el argumento de los daños causados por los terremotos que se percibieron en la ciudad en 1985 y 2017 y, pese a la presión de organismos públicos, activistas y organizaciones civiles, y la declaración del inmueble como Monumento Artístico y Patrimonio de la Nación, la Secretaría de Infraestructura, Comunicaciones y Transportes (SICT) y el gobierno de la Ciudad de México, autorizaron la demolición de los cuatro edificios administrativos junto con el retiro de las obras murales. La demolición fue autorizada el 2 de agosto de 2023 por la Comisión para la Reconstrucción de la Jefatura de Gobierno de la Ciudad de México y se llevó a cabo entre agosto de 2023 y abril de 2024. La demolición ha sido objeto de controversia, generado debates y reflexiones sobre la preservación del patrimonio arquitectónico y artístico, con críticas de que viola un acuerdo previo con las autoridades para salvaguardar el lugar.
Tras la demolición, se tiene previsto construir el Parque del Muralismo Mexicano en el sitio.